# Helen Reichert
Helen Reichert (nascida Kahn; 11 de novembro de 1901 – 25 de setembro de 2011) foi uma personalidade de talk show americana, professora da Universidade de Nova Iorque, fundadora da Mesa Redonda de Executivos de Moda e a aluna mais velha da Universidade Cornell.

## Início da vida
Helen nasceu em 11 de novembro de 1901 no Lower East Side, em Manhattan, a filha mais velha de Saul Henry Kahn (1875-1964) e Mamie Friedman (1880-1946).
Em 1925, Reichert graduou na Phi Beta Kappa com um grau em inglês da faculdade das artes e das ciências na universidade de Cornell. Durante sua carreira de graduação, ela morava em Risley Hall em East Hill. Helen trabalhou no refeitório porque “ela tinha vergonha de pedir a seus pais por dinheiro para comprar cigarros.”
Em 1931, Reichert obteve um mestrado em psicologia pela Faculdade de Ensino da Universidade de Columbia.

## Carreira na moda
Em 1947, Reichert começou sua carreira de professora de trinta anos de duração na Escola de Pós-Graduação de Varejo na Universidade de Nova Iorque, onde lecionou “Fashion Co-ordenação” e um curso de auto-criado chamado “História do Traje.” Ela foi creditada com a co-fundação da Mesa Redonda de Executivos de Moda em 1949. Como resultado do crescimento o Fashion Group International, tornou-se cada vez mais difícil de rede com outras mulheres na indústria. Além, por seis anos, trabalhou como copiadora para Bloomingdale's, ascendendo finalmente à posição de coordenadora de moda. Ela mais tarde transferiu para Montgomery Ward, um catálogo de venda por correspondência e empresa de varejo, e trabalhou como uma coordenadora de moda.

## Carreira de radiodifusão
Em 1951, ela recebeu o premiado programa de TV "FYI: The Helen Faith Keane Show", transmitido no Canal 5 de Nova Iorque. O show resultou da insatisfação de Reichert com um comentarista masculino de um desfile de moda transmitido pela rede DuMont que ela acreditava ser "desinformada e condescendente sobre o assunto." Ela telefonou para a empresa e foi dito que se ela sentia que poderia fazer um trabalho melhor, ela deve descer para a estação e experimentá-lo sozinha. Ela concordou. Durante o almoço, o produtor, Keith Thomas, ofereceu-lhe um show.
A audiência enviou perguntas ou problemas para o show. Reichert juntamente com a equipe de produção iria construir um show em torno de temas populares enviados pelos telespectadores, cada episódio apresentou especialistas no campo relevante. Exemplos de tópicos cobertos pelo programa diário foram cozinhar, conselhos de limpeza, como tocar piano, narcóticos e conversar com o médico sobre o câncer de mama. Porque o programa foi projetado para beneficiar a comunidade, ele realizou uma grande quantidade de divulgação pública, incluindo a promoção da Liga das Mulheres Eleitoras e arrecadar doações para os Voluntários da América.
Em 1951, seu show foi premiado com o McCall Golden Mike Award por "Mulheres em Rádio e Televisão". De acordo com a descrição na capa do programa da cerimônia de premiação, "Os Prêmios McCall para as Mulheres na Rádio e Televisão [...] são os únicos prêmios concedidos exclusivamente para mulheres radiodifusoras e executivas para realizações de serviço público no campo das comunicações. A McCall é a única revista com circulação nacional que já prestou homenagem ao registro de serviço público de qualquer grupo na rádio e na televisão ".
Uma das juízas, a senadora Margaret Chase Smith, do Maine, declarou: "O material foi uma prova inspiradora do que as mulheres podem fazer e estão fazendo por nosso país e nosso povo".

## Vida pessoal e familiar
Em 1939, Reichert casou-se com o cardiologista Dr. Philip Reichert. Dr. Reichert morreu em 19 de março de 1985 aos 87 anos.
Helen Reichert fundou a Helen F. Reichert Scholarship, concedida a estudantes de medicina de Weill Cornell, em homenagem ao marido, que resolveu se tornar um médico depois de assistir a um médico tentando salvar a vida de seu pai. Para se colocar na escola, seu marido precisava trabalhar vários empregos, mas terminou com uma carreira feliz e duradoura. Ela afirmou que sua esperança era "ajudar alguém a alcançar esse sonho".
Helen teve três irmãos: sua irmã, Leonore Reichart (1903-2005) e irmãos Irving Kahn (1905-2015) e Peter Keane (1910-2014). Os quatro irmãos eram todos centenários.

## Morte
Helen morreu de causas naturais em 25 de setembro de 2011, em seu apartamento  no Park Avenue em Nova Iorque aos 109 anos". Olive Villaluna, sua zeladora por mais de 11 anos, disse que Helen morreu "como ela queria, confortavelmente em sua cadeira com um sorriso".
Em seu testamento, ela deixou seu corpo para pesquisar na Faculdade de Medicina de Weill Cornell. Além disso, ela deixou um presente de US$ 100.000 para a iniciativa residencial em apoio ao West Campus House System da Cornell. A Suíte Reichert em Carl Becker House é nomeado em sua honra. Em vez de flores, ela pediu que as doações fossem feitas para Cornell Medical College.

## Curiosidades
- Reichert confessou que não há razão para ela ter vivido tanto quanto ela. Ela odiava legumes, levantar-se cedo, e a maioria das coisas associadas a viver um estilo de vida saudável. Ela adorava hambúrgueres raros, chocolate, cocktails e vida noturna em Nova Iorque, incluindo restaurantes exóticos, shows da Broadway, filmes e o Metropolitan Opera. Ela fumou por mais de oitenta anos.[10]
- Reichert viu Albert Einstein comendo Jell-O em um refeitório de Princeton.
- Reichert gostava de tocar e ouvir música de piano. Ela gostava especialmente ragtime.